# Clans (gioco da tavolo)
Clans è un gioco da tavolo creato da Leo Colovini e pubblicato in Germania nel 2002. Il gioco, appartenente alle categorie dei giochi astratti e di piazzamento, è incentrato sulla creazione di villaggi mediante il continuo spostamento di capanne sui diversi territori della mappa.

## Regole del gioco
All'inizio del gioco, ogni giocatore riceve una carta coperta con uno dei cinque colori disponibili (rosso, giallo, blu, verde o nero). Ciascun giocatore conosce quindi solo il proprio colore, ma non quello degli altri giocatori. Il gioco comincia con una capanna su ogni spazio a cui viene associato un colore in maniera casuale. Al proprio turno, un giocatore sposta tutte le capanne da uno spazio ad un altro e, quando un gruppo di capanne è completamente isolato (tutti gli spazi circostanti sono vuoti), quello spazio viene conteggiato per il punteggio. Il punteggio varia a seconda dei terreni su cui si trovano le capanne. La quantità di capanne che un giocatore ha in un villaggio non influiscono sui punti che riceve. Il gioco termina quando non ci sono più mosse fattibili.

## Premi e riconoscimenti
- 2003 Spiel des Jahres, finalista[1]
- 2003 Deutscher Spiele Preis, 3º classificato[2]
- 2003 Nederlandse Spellenprijs, finalista[3]
- 2003 Spiele Hit für Familien, Gioco dell'anno per famiglie[4]